# Fra Filippo Lippi

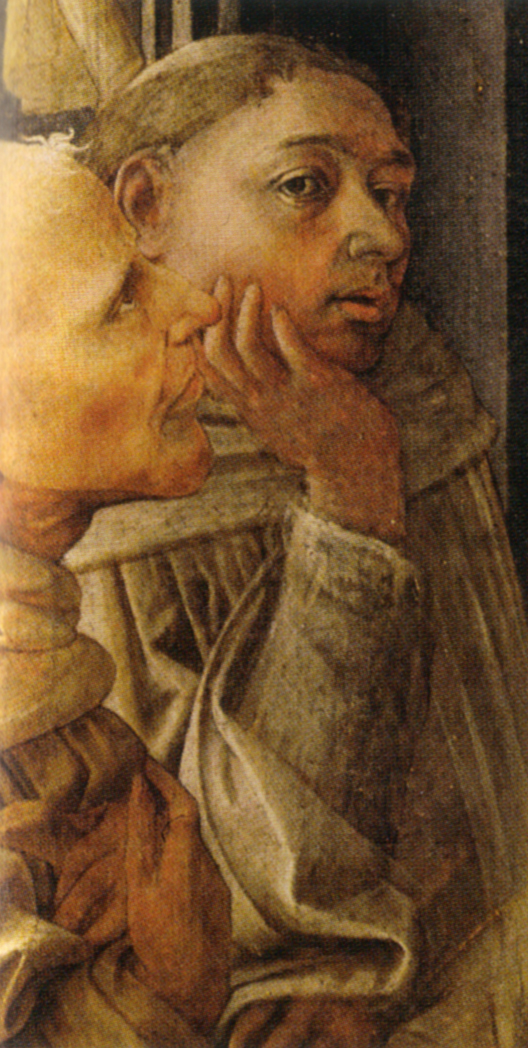
Autoportret
(Galeria Uffizi, Florența)

Fra Filippo Tommaso Lippi, cunoscut ca Fra Filippo Lippi (n. cca 1406, Florența - d. 8 octombrie 1469, Spoleto) a fost un pictor italian din perioada Renașterii timpurii. I-a fost maestru lui Sandro Boticelli.

## Galerie de imagini

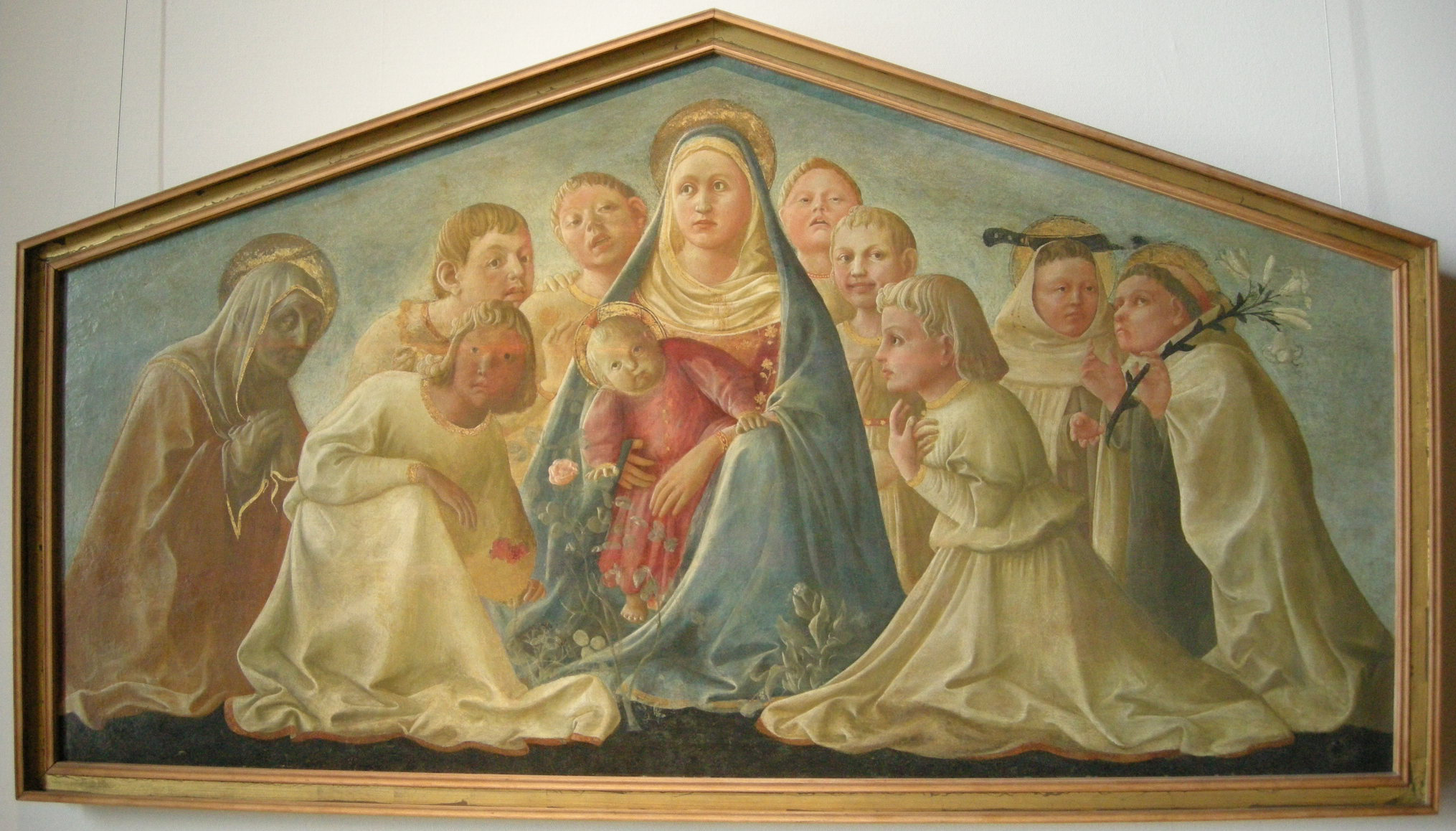
"Madonna Trivulzio" (Castello Sforzesco, Milano)
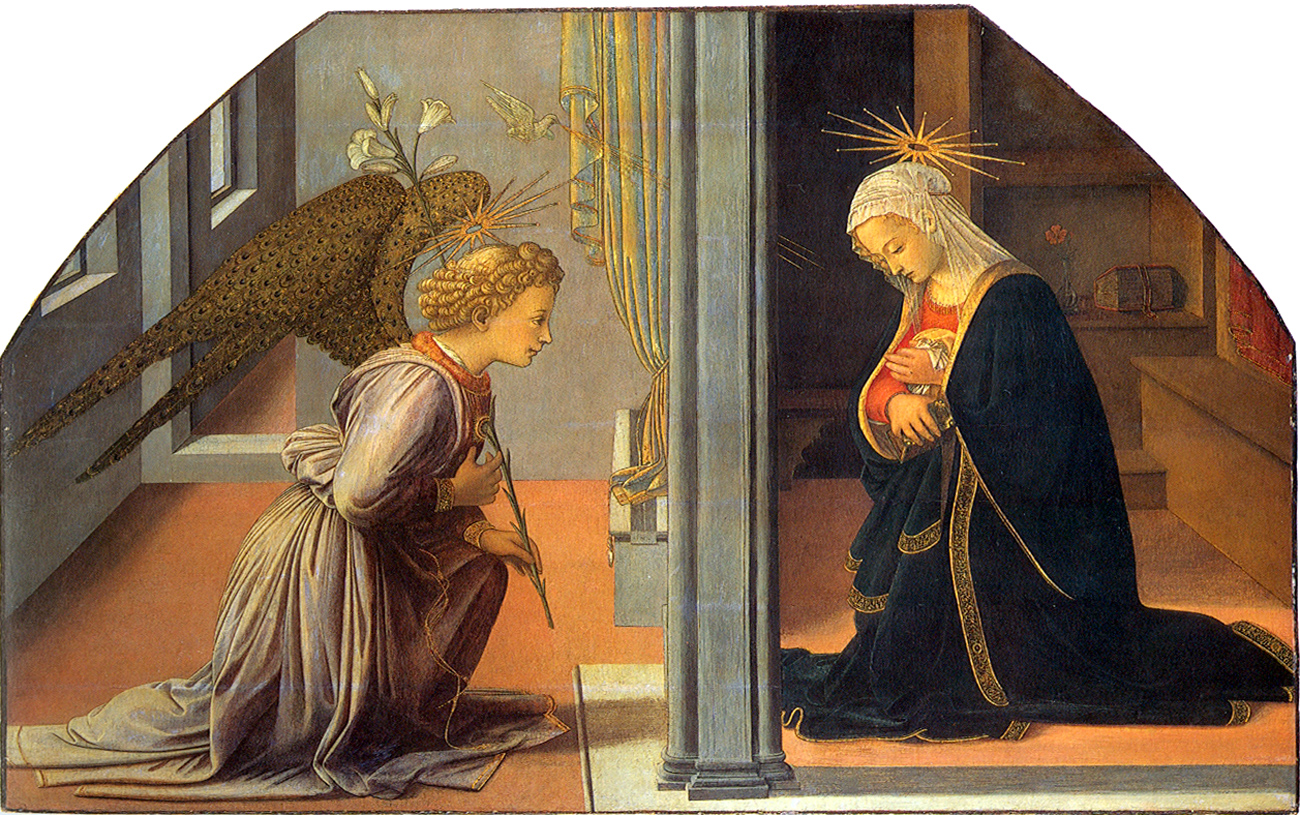
"Annunciazione" (National Gallery of Art, Washington)
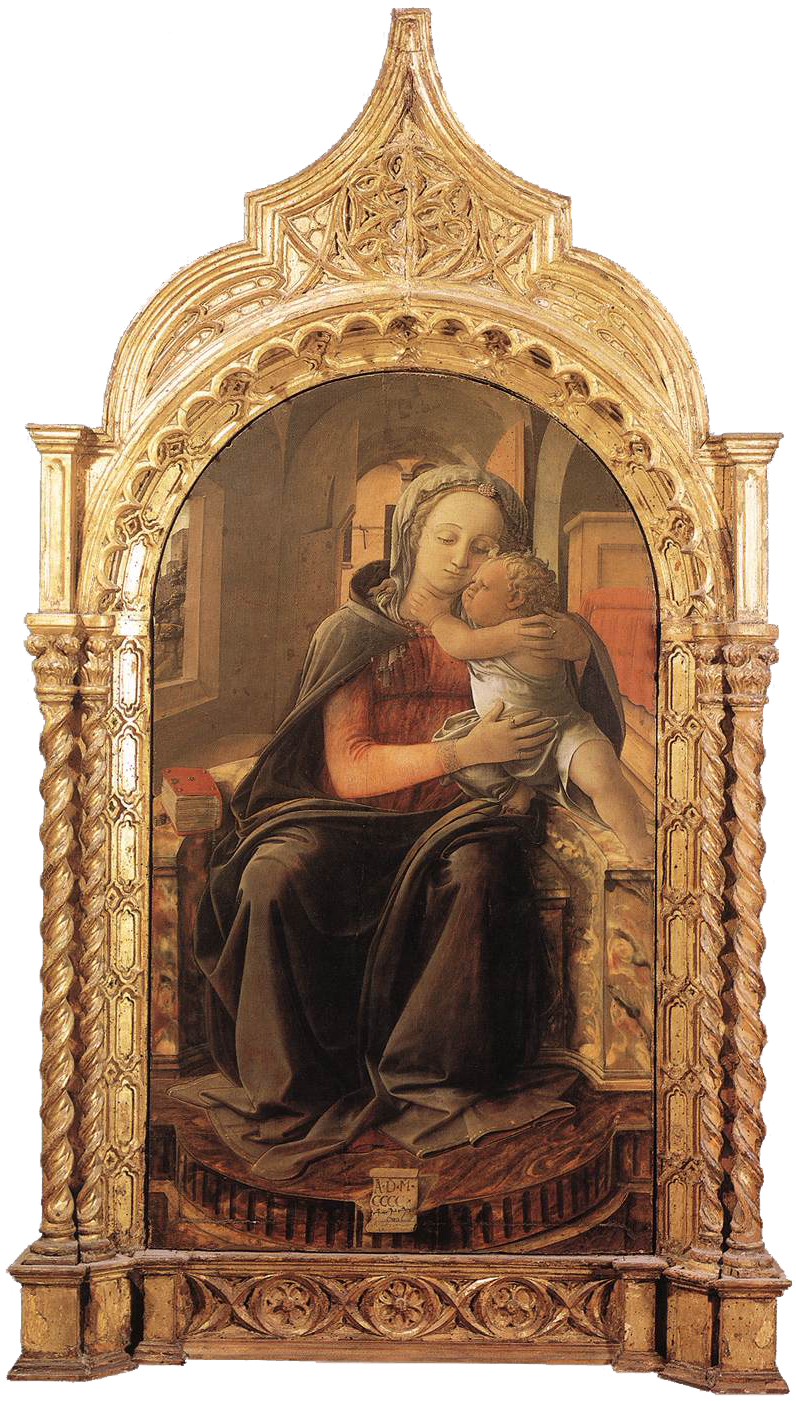
"Madonna di Tarquinia" (Galleria Nazionale d'Arte Antica, Roma)
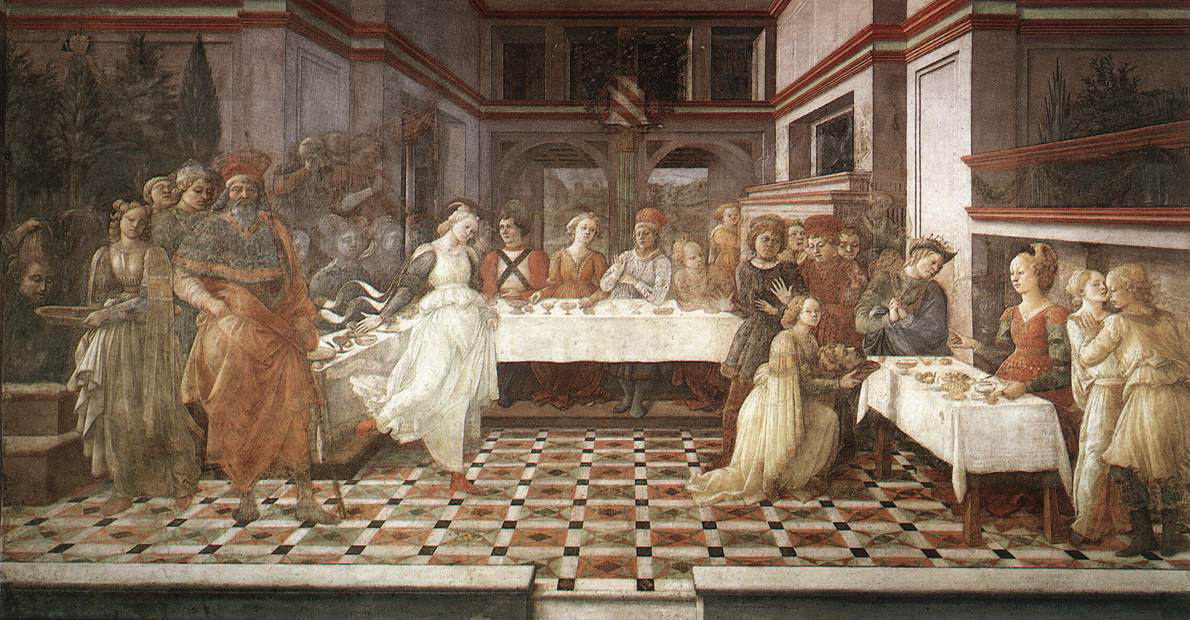
"Banchetto di Erode" (Domul din Prato)
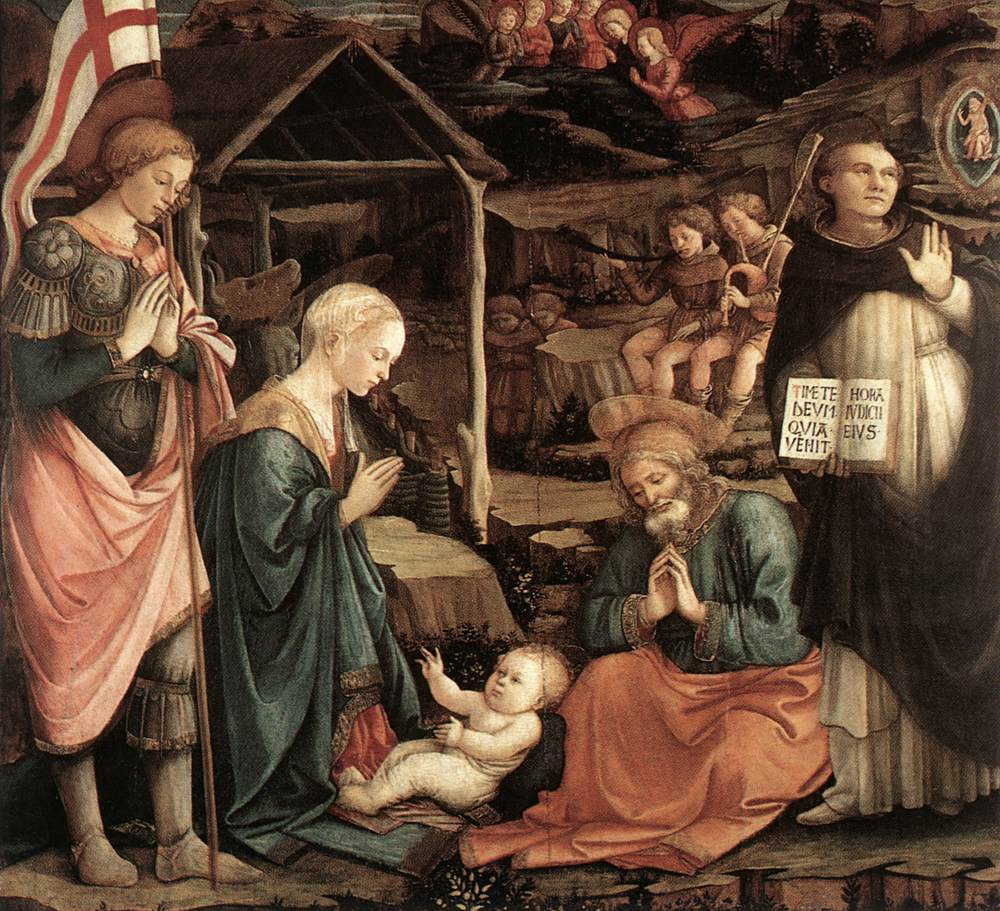
"Adorazione del Bambino di San Vincenzo Ferrer" (Museo Civico, Prato)
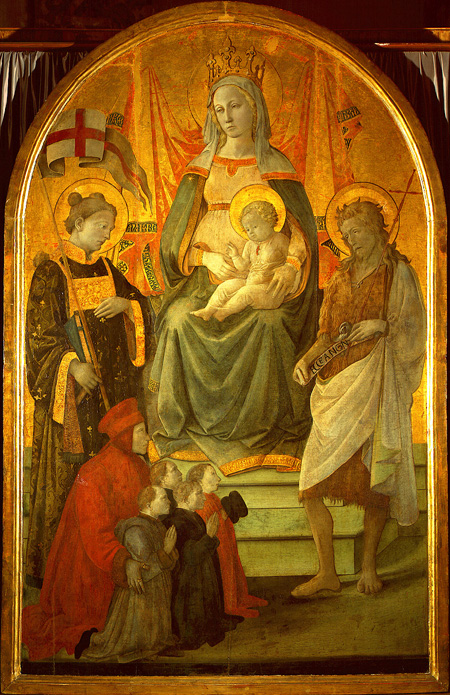
"Madonna del Ceppo" (Museo Civico, Prato)